# Asare socken
Asare socken (lettiska: Asares pagasts) är ett administrativt område i Aknīste kommun i Lettland.